# District de Nuku
Le district de Nuku est un district de la province de Sandaun en Papouasie-Nouvelle-Guinée. Sa capitale est Nuku (en). Le district de Nuku est un centre majeur de la diversité linguistique de torricelli.